# Abraham Alvarado
Abraham Alvarado Vargas (Ciudad de México, 1 de junio de 1960) es un pianista, organista y profesor de música mexicano.

## Trayectoria
Realizó sus estudios de órgano y piano en el Conservatorio Nacional de Música de México y en el Instituto Cardenal Miranda. Posteriormente continuó sus estudios con Manuel Delaflor, Bernard Flavigny y Eva María Zuk.
En 1977, a sus 17 años, realizó su debut como solista al piano con la Orquesta de Cámara de la Ciudad de México en el Palacio de Bellas Artes. En octubre del año 2000 fue solista en el concierto de inauguración del Órgano Monumental del Auditorio Nacional (OMAN) con motivo de la restauración de dicho órgano.
Ha realizado giras por diversas partes del mundo impartiendo conciertos como clavecinista, organista y pianista así como ha participado como solista de varias orquestas dentro de México y en Europa. En 2010 realizó dos giras a Polonia, para tocar en el Philharmonic Hall de Gdansk, y en el International Festival of Organ Music in Oliwa. En 2011 participó en el Festival Internacional de Coros ¨Corearte¨ con el Coro de Cáritas en la ciudad de Barcelona, España.
Como organista se ha presentado en diversos festivales como el Festival Internacional de Órgano y Música Antigua de Oaxaca, en el Festival de Música Antigua del Museo del Virreinato en Tepotzotlán, en el Festival Internacional de Órgano de la Ciudad de México dirigido por Víctor Contreras, entre otros.
Actualmente funge como pianista, organista y clavecinista de la Orquesta de Cámara de Bellas Artes. Es también pianista acompañante de los Coros de Melos Gloriae y Cáritas. A su vez, es organista titular del Templo de Santo Domingo de Guzmán en Mixcoac, Ciudad de México.
Fue profesor en el Instituto Cardenal Miranda. También es docente en la escuela de perfeccionamiento ¨Vida y Movimiento¨ del Centro Cultural Ollin Yoliztli y en el Colegio ¨Francisco López Capillas¨ institución dedicada a la enseñanza musical.
Ha realizado grabaciones para radio y televisión, como Radio IMER, Canal 11, entre otros.